# Berlin, comitatul Holmes, Ohio
Berlin este o localitate cu statutul de loc desemnat pentru recensământ de United States Census Bureau, având aproximativ 3.500 de locuitori, situată în apropiere de orașul Columbus, în districtul civil Berlin din comitatul Holmes, statul Ohio, Statele Unite ale Americii. 

## Geografie
Berlin se găsește la intersecția Drumului național 62 și a Drumului statal 39, având coordonatele geografice 40° 33' 40" latitudine nordică și 81° 47' 40" longitudine vestică.  Codul său poștal este 44610 iar codul său FIPS este 05816.  Altitudinea medie a localității este de 348 de metri deasupra nivelului mării.